# سدرییاس
سدرییاس (به اسپانیایی: Cedrillas) یک شهرستان در اسپانیا است که در استان تروئل واقع شده‌است.

## خصوصیات
سدرییاس ۷۳٫۵۷ کیلومترمربع مساحت و ۶۰۱ نفر جمعیت دارد و ۱٬۳۶۴ متر بالاتر از سطح دریا واقع شده‌است.